# Aerotécnica

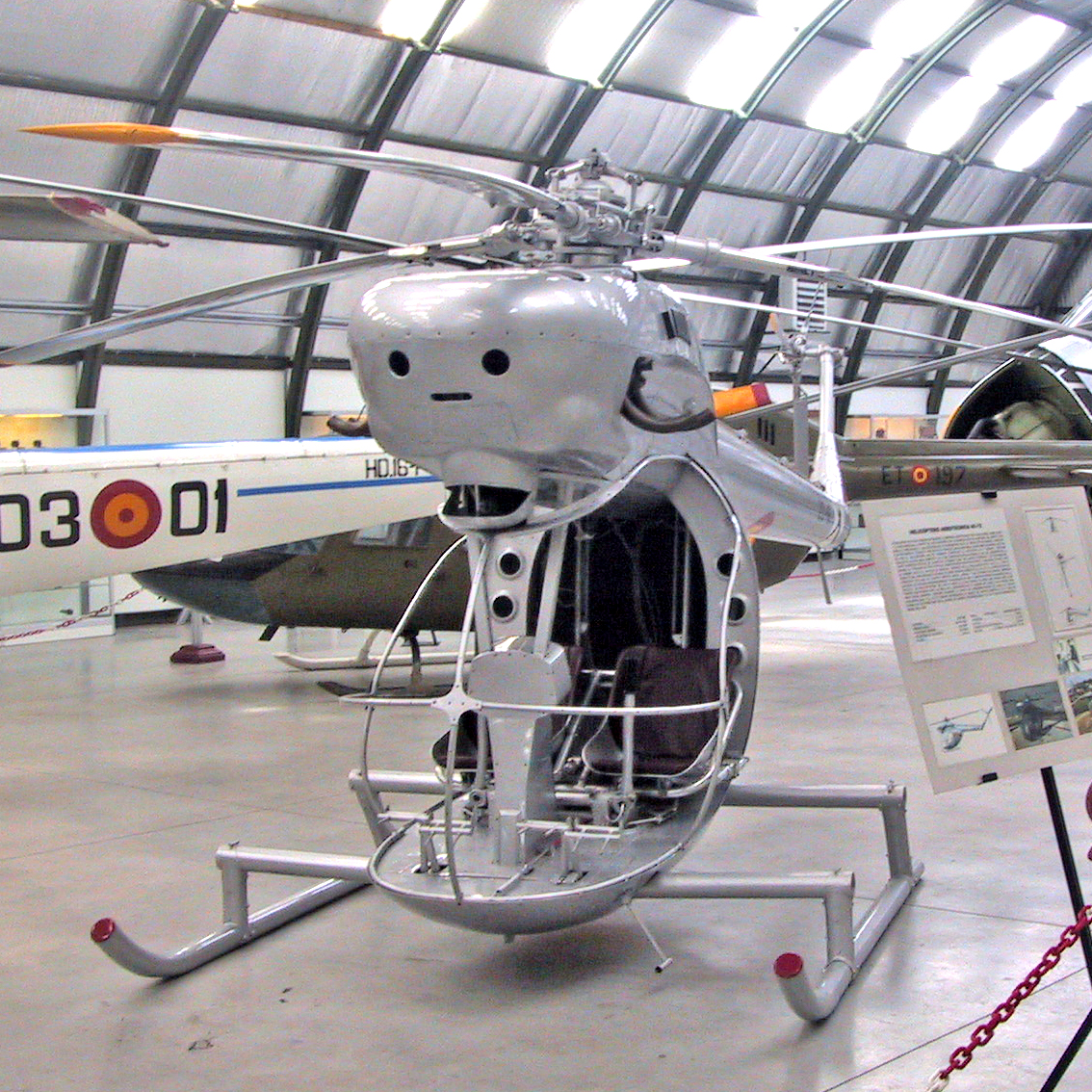
Aerotécnica AC-12.

Aerotécnica SA est une entreprise aéronautique espagnole disparue.

## Historique
Aerotécnica SA a été créée en 1954 à Cuatro Vientos, près de  Madrid, par le Marquis del Merito. Elle effectuait initialement du travail agricole et de la photographie aérienne, mais en 1953 elle embaucha l’ingénieur français Jean Cantinieau pour développer une gamme d’hélicoptères.
Durant son séjour en Espagne Jean Cantinieau a développé les appareils suivants (AC pour Aerotécnica-Cantinieau) : 
- Aerotécnica AC-11, désignation espagnole du Matra-Cantinieau MC.101
- Aerotécnica AC-12, dérivé du précédent, premier hélicoptère construit en série en Espagne (2 prototypes et 10 exemplaires de série)
- Aerotécnica AC-13, également connu sous la désignation Nord N.1750 Norelfe
- Aerotécnica AC-14, version 5 places du précédent, dont 6 exemplaires ont été construits.
- Aerotécnica AC-15, projet dérivé du précédent avec un moteur Lycoming O-435-V de 245/260 ch.
- Aerotécnica AC-21, projet d'hélicoptère biturbine Turboméca Turmo III  pour 10-12 passagers.

L’AC-14, dont le gouvernement espagnol avait financé le développement, devait être produit en série, mais il se révéla sensiblement plus coûteux que le Bell 47, dont de nombreux exemplaires de seconde-main étaient disponibles depuis la fin de la Guerre de Corée, et le gouvernement espagnol retira son soutien financier à l’entreprise qui fut donc contrainte à la liquidation en 1962.